# Tierras Altas (Soria)
Tierras Altas es una comarca de la provincia de Soria (Castilla y León, España), que está situada en el norte de la provincia. Ocupa una extensión de terreno de 65 825 has. Es una comarca de paisajes recios, debido a la dureza de su clima y a lo inhóspito del lugar. Pertenece a la cuenca hidrográfica del Ebro y posee importantes recursos de icnitas.
Limita al norte y oeste con las sierras de la Pineda y de Monte Real, que la separan de la comarca riojana de Cameros; al suroeste con las sierras de Montes Claros, de la Calva y de Valdelaya, que la separan de la de Almarza; al noreste con las sierras del Hayedo de Santiago, de San Cristóbal, de la Ballenera y de Achena, que la separan de la comarca riojana de Arnedo; al este con las sierras de la Alcarama, de las Cabezas y Atalaya Vieja que la separan de la también riojana del Alhama-Linares; al sureste con la sierra del Pegado y la Rinconada, que la separan de Tierra de Ágreda; y al sur con la sierra del Almuerzo y Matute, que la separan de la de Soria. Su centro comarcal es San Pedro Manrique.
La podemos dividir en tres zonas asociadas a los ríos que la atraviesan:
- Tierra de Magaña: Situada en el valle del río Alhama.
- Tierra de Yanguas: Situada en el valle del Cidacos.
- Tierra de San Pedro Manrique: Situada en el valle del rio Linares.

Las Tierras Altas fueron también un importante centro de la trashumancia, gracias a sus pastos de verano.  En Oncala, se ha creado un museo dedicado a la trashumancia. 
La presencia de un número muy alto de despoblados constituye una de las características más significativas del paisaje.

## Municipios[8]
- Las Aldehuelas
- Cerbón
- Cigudosa
- Fuentes de Magaña
- Magaña
- Oncala
- San Pedro Manrique
- Santa Cruz de Yanguas
- Suellacabras
- Valdeprado
- Valtajeros
- Villar del Río
- Vizmanos
- Yanguas

## Comunicaciones
Las principales vías de comunicación son las carreteras provinciales SO-630, SO-615 y SO-650.
Por ella trascurre la Cañada Real Soriana Oriental.
Es atravesada por el GR-86.

## Vegetación y fauna
En su territorio se dan la sabina mora, la coscoja, la encina, pequeños rebollares y hayedos, algunos carrascales; también hay forestaciones de coníferas (pinos albares), acebos, enebro común; vegetación de ribera en el curso de los ríos; biércol, brezo rubio y arbóreo; retamas, orquídeas, hermosillas, enebro rastrero (poco) y arándanos (pocos). La fauna está formada por especies como el visón europeo, el desmán ibérico, el cangrejo de patas blancas, la madrilla y la nutria paleártica en los ríos, sin presencia permanente del primero; la culebra lisa europea y el lagarto verde.
Se halla en la zona, dentro de la Red Natura 2000, un LIC (Lugar de Importancia Comunitaria), Riberas del Río Cidacos y afluentes; parte de tres, Oncala-Valtajeros, Cigudosa-San Felices y Sierras de Urbión y Cebollera; y parte de una ZEPA (Zona de Espacial Protección para las Aves), Sierra de Urbión.

## Demografía
Esta comarca al igual que el conjunto de la provincia de Soria, está en una situación demográfica grave, con pérdida continuada de población, elevado envejecimiento, la falta de relevo generacional y una densidad de población muy baja (1,95 hab/km², comparada con la media española de 83.6 hab/km², y una de las más bajas de Europa).
Históricamente su densidad de población ha sido baja; la situación actual es muy grave, pues tras el despoblamiento de multitud de núcleos de población, se puede llegar al despoblamiento de municipios enteros.  
En el siglo XVI, la mayoría de la población vivía en los núcleos pastoriles de las aldeas, frente al siglo XX en el que la mayor parte de la población vivía en la cabecera de los municipios. El descenso demográfico, desde el esplendor ganadero de esta comarca en el siglo XVI hasta nuestros días ha sido pronunciado, siendo durante todo el periodo una zona con densidad demográfica muy baja. La evolución de la población en los principales núcleos de población, tomando como referencias el siglo XVI, el año 1787 y 1950 nos muestra que: San Pedro de Yanguas (San Pedro Manrique) pasó de unos 1200 habitantes en el siglo XVI a 1149 en 1787 y 965 en 1950; Yanguas pasó de unos 800 a 451 y 457 y Magaña de unos 300 a 316 y 501. No obstante, el cambio demográfico más intenso se produjo en la década de 1960. La comarca de Tierras Altas perdió desde principios de siglo XX hasta los años 1980 cuatro quintas partes de su población, uno de los mayores desastres demográficos del país.
En la actualidad, hay un único municipio con más de 500 habitantes (San Pedro Manrique, con 655), 2 municipios entre 100 y 200 habitantes, 5 entre 50 y 100, y 6 con menos de 50 (de los que 1 tiene menos de 10).

#### Evolución de la población en Tierras Altas. 1900-2021. número de habitantes. INE
|                             |        |       |       |       |       |       |       |
|                             | 1900   | 1950  | 1970  | 1991  | 2001  | 2011  | 2021  |
| 42014 Aldehuelas, Las       | 411    | 424   | 271   | 119   | 113   | 92    | 56    |
| 42060 Cerbón                | 249    | 300   | 207   | 67    | 48    | 40    | 30    |
| 42062 Cigudosa              | 316    | 454   | 219   | 102   | 76    | 43    | 20    |
| 42092 Fuentes de Magaña     | 338    | 396   | 287   | 125   | 95    | 106   | 54    |
| 42107 Magaña*               | 846    | 843   | 424   | 111   | 99    | 97    | 68    |
| 42135 Oncala*               | 643    | 571   | 222   | 100   | 106   | 100   | 67    |
| 42165 San Pedro Manrique*   | 3423   | 3045  | 1035  | 449   | 505   | 659   | 655   |
| 42166 Santa Cruz de Yanguas | 319    | 336   | 108   | 41    | 61    | 73    | 62    |
| 42175 Suellacabras          | 398    | 358   | 121   | 40    | 38    | 30    | 25    |
| 42196 Valdeprado            | 427    | 345   | 159   | 24    | 20    | 18    | 6     |
| 42198 Valtajeros            | 206    | 259   | 113   | 34    | 28    | 26    | 22    |
| 42209 Villar del Río*       | 1728   | 1462  | 564   | 144   | 174   | 172   | 154   |
| 42216 Vizmanos              | 266    | 238   | 128   | 31    | 40    | 29    | 26    |
| 42218 Yanguas*              | 941    | 604   | 208   | 51    | 140   | 127   | 113   |
| Total Tierras Altas         | 10.331 | 9.486 | 4.066 | 1.438 | 1.543 | 1.612 | 1.358 |

A partir de los años 1980 se ha conseguido mantener aunque con una tendencia negativa.
- En los años 1900, 1950 y 1970, los municipios de Magaña, Oncala, San Pedro Manrique, Villar del Río y Yanguas agrupan a la población de los antiguos municipios que se le fueron agregando entre 1950 y 1970.

### Población del Padrón Continuo por Unidad Poblacional a 1 de enero de 2021. INE
| Municipio                 | Unidad Poblacional                | Población total | Hombres | Mujeres |
| 014 Aldehuelas (Las)      | 000000 ALDEHUELAS (LAS)           | 56              | 32      | 24      |
|                           | 000100 ALDEHUELAS (LAS)           | 12              | 9       | 3       |
|                           | 000200 CAMPOS (LOS)               | 23              | 12      | 11      |
|                           | 000300 LEDRADO                    | 4               | 2       | 2       |
|                           | 000400 VALLORIA                   | 12              | 8       | 4       |
|                           | 000500 VILLASECA SOMERA           | 5               | 1       | 4       |
| 060 Cerbón                | 000000 CERBÓN                     | 30              | 20      | 10      |
|                           | 000100 CERBÓN                     | 27              | 19      | 8       |
|                           | 000200 FUESAS (LAS)               | 3               | 1       | 2       |
| 062 Cigudosa              | 000000 CIGUDOSA                   | 20              | 14      | 6       |
| 092 Fuentes de Magaña     | 000000 FUENTES DE MAGAÑA          | 54              | 33      | 21      |
| 107 Magaña                | 000000 MAGAÑA                     | 68              | 37      | 31      |
|                           | 000100 MAGAÑA                     | 34              | 17      | 17      |
|                           | 000200 POBAR                      | 26              | 16      | 10      |
|                           | 000300 VILLARRASO                 | 8               | 4       | 4       |
| 135 Oncala                | 000000 ONCALA                     | 67              | 42      | 25      |
|                           | 000100 COLLADO (EL)               | 9               | 5       | 4       |
|                           | 000200 NAVABELLIDA                | 3               | 3       | 0       |
|                           | 000300 ONCALA                     | 41              | 25      | 16      |
|                           | 000400 SAN ANDRÉS DE SAN PEDRO    | 14              | 9       | 5       |
| 165 San Pedro Manrique    | 000000 SAN PEDRO MANRIQUE         | 655             | 361     | 294     |
|                           | 000100 FUENTES DE SAN PEDRO (LAS) | 4               | 3       | 1       |
|                           | 000200 MATASEJÚN                  | 17              | 10      | 7       |
|                           | 000300 PALACIO DE SAN PEDRO       | 12              | 10      | 2       |
|                           | 000400 SAN PEDRO MANRIQUE         | 603             | 324     | 279     |
|                           | 000500 TANIÑE                     | 4               | 3       | 1       |
|                           | 000600 VALDENEGRILLOS             | 0               | 0       | 0       |
|                           | 000700 VENTOSA DE SAN PEDRO       | 14              | 10      | 4       |
|                           | 000800 SÁRNAGO                    | 1               | 1       | 0       |
|                           | 000900 VALDELAVILLA               | 0               | 0       | 0       |
|                           | 001000 VALLEJO                    | 0               | 0       | 0       |
| 166 Santa Cruz de Yanguas | 000000 SANTA CRUZ DE YANGUAS      | 62              | 35      | 27      |
|                           | 000100 SANTA CRUZ DE YANGUAS      | 44              | 23      | 21      |
|                           | 000200 VALDECANTOS                | 0               | 0       | 0       |
|                           | 000300 VILLARTOSO                 | 18              | 12      | 6       |
| 175 Suellacabras          | 000000 SUELLACABRAS               | 25              | 13      | 12      |
|                           | 000100 ESPINO (EL)                | 8               | 4       | 4       |
|                           | 000200 SUELLACABRAS               | 17              | 9       | 8       |
| 196 Valdeprado            | 000000 VALDEPRADO                 | 6               | 3       | 3       |
|                           | 000100 CASTILLEJO DE SAN PEDRO    | 0               | 0       | 0       |
|                           | 000200 VALDEPRADO                 | 6               | 3       | 3       |
| 198 Valtajeros            | 000000 VALTAJEROS                 | 22              | 13      | 9       |
| 209 Villar del Río        | 000000 VILLAR DEL RÍO             | 154             | 93      | 61      |
|                           | 000100 BRETUN                     | 19              | 13      | 6       |
|                           | 000200 CAMPORREDONDO              | 1               | 1       | 0       |
|                           | 000300 DIUSTES                    | 2               | 2       | 0       |
|                           | 000400 HUÉRTELES                  | 41              | 23      | 18      |
|                           | 000500 LAGUNA (LA)                | 5               | 3       | 2       |
|                           | 000600 MONTAVES                   | 5               | 3       | 2       |
|                           | 000700 SANTA CECILIA              | 4               | 3       | 1       |
|                           | 000800 VALDUERTELES               | 2               | 0       | 2       |
|                           | 000900 VILLAR DE MAYA             | 1               | 0       | 1       |
|                           | 001000 VILLAR DEL RÍO             | 65              | 38      | 27      |
|                           | 001100 CUESTA (LA)                | 9               | 7       | 2       |
| 216 Vizmanos              | 000000 VIZMANOS                   | 26              | 16      | 10      |
|                           | 000100 VERGUIZAS                  | 1               | 0       | 1       |
|                           | 000200 VIZMANOS                   | 25              | 16      | 9       |
| 218 Yanguas               | 000000 YANGUAS                    | 113             | 71      | 42      |
|                           | 000100 YANGUAS                    | 110             | 69      | 41      |
|                           | 000300 VEGA (LA)                  | 3               | 2       | 1       |
|                           |                                   |                 |         |         |

| Municipio             | Población (2019) | Población (2020) | Superficie | Pedanías y despoblados |
| --------------------- | ---------------- | ---------------- | ---------- | --- |
| Las Aldehuelas        | 64               | 60               | 37,79      | Valloria, Las Aldehuelas, Los Campos, Ledrado y Villaseca Somera |
| Cerbón                | 28               | 27               | 18,02      | Las Fuesas |
| Cigudosa              | 19               | 21               | 21,03      | |
| Fuentes de Magaña     | 64               | 59               | 11,22      | |
| Magaña                | 69               | 68               | 58,51      | Pobar, Villarraso |
| Oncala                | 75               | 71               | 39,92      | El Collado, Navabellida, San Andrés de San Pedro |
| San Pedro Manrique    | 620              | 623              | 176,2      | Acrijos, Armejún, Buimanco, Fuentebella, Matasejún, Sarnago, Taniñe, Vea, Ventosa de San Pedro, Villarijo, Valdelavilla, Valdenegrillos, El Vallejo, Las Fuentes de San Pedro, Palacio de San Pedro, Peñazcurna y Valdemoro de San Pedro Manrique |
| Santa Cruz de Yanguas | 61               | 65               | 33,52      | Villartoso, Valdecantos |
| Suellacabras          | 25               | 24               | 39,19      | El Espino |
| Valdeprado            | 8                | 7                | 31,92      | Castillejo de San Pedro |
| Valtajeros            | 19               | 18               | 22,93      | Torretarrancho |
| Villar del Río        | 139              | 144              | 127,03     | Aldealcardo, Bretún, Camporredondo, Diustes, Huérteles, La Cuesta, La Laguna, Montaves, Santa Cecilia, Valduerteles, Villar de Maya, Villaseca Bajera                                                                                             |
| Vizmanos              | 25               | 29               | 24,31      | Verguizas |
| Yanguas               | 113              | 103              | 54,29      | Vellosillo, Leria La Mata y La Vega |
|                       | 1329             | 1319             |            | |

## Historia
En la cartografía que se muestra en el Museo Numantino de Soria, podemos observar los asentamientos que ha habido en esta zona a lo largo de la historia:
- Paleolítico: Sin restos
- Neolítico-Calcolítico: Industria lítica en superficie en San Pedro Manrique.
- Edad de Bronce: Hay hallazgos sueltos de metal asociables al campaniforme en Villar del Río, Oncala y Pobar (Magaña). Hallazgos de metal del bronce final en San Pedro Manrique.
- Edad de Hierro. De la primera edad de hierro tenemos castros en San Andrés de San Pedro y Taniñe (San Pedro Manrique), Magaña y Valdeprado. De la segunda edad de hierro indicar el asentamiento celtibérico de Oncala. Los pueblos celtíbéricos que habitaron estas tierras fueron los Pelendones.
- Época Romana: En el Bajo Imperio era frontera entre la Carthaginensis y la Tarraconensis. No hay vestigios de romanización de esta zona.
- De la época visigoda, encontramos enterramientos en Taniñe y Suellacabras y del mundo funerario cristiano medieval, estelas funerarias en Magaña y San Pedro Manrique.
- No hay vestigios de islamización de esta zona. Aljamas hebreas en San Pedro Manrique, Villar del Río y Yanguas.[13]

## Presencia del euskera
Según estudios epigráficos recientes, la presencia del euskera en el norte de la provincia de Soria es anterior a que se impusiese una lengua céltica y después latina en la zona, e incluso anterior a todos los hallazgos epigráficos en euskera en La Rioja, el País Vasco o Navarra.
Eduardo Aznar Martínez, autor del libro El euskera en La Rioja, realiza un análisis de las inscripciones en lápidas en euskera aparecidas en pueblos de las Tierras Altas, citando nombres que serían protoeuskaldunes. La palabra "Sesenco", que aparece esculpida junto a una imagen de lo que sería un toro, para el investigador, equivale en euskera a "zezenko" (toro joven, novillo).

## Patrimonio
La comarca posee varios Bienes de Interés Cultural: el despoblado celtíbero (Suellacabras), la iglesia de Nuestra Señora del Collado (Valtajeros), la iglesia de San Pedro (Cerbón), el castillo de Magaña, el de San Pedro Manrique, el de Yanguas, el sitio histórico Fiesta del paso del fuego y las Móndidas (San Pedro Manrique), el conjunto histórico de la villa de Yanguas y la iglesia de San Millán (Oncala).